# Poa kanboensis
Poa kanboensis är en gräsart som beskrevs av Jisaburo Ohwi. Poa kanboensis ingår i släktet gröen, och familjen gräs. Inga underarter finns listade i Catalogue of Life.